# Wioślarstwo na Letnich Igrzyskach Olimpijskich 2016 – dwójka podwójna mężczyzn

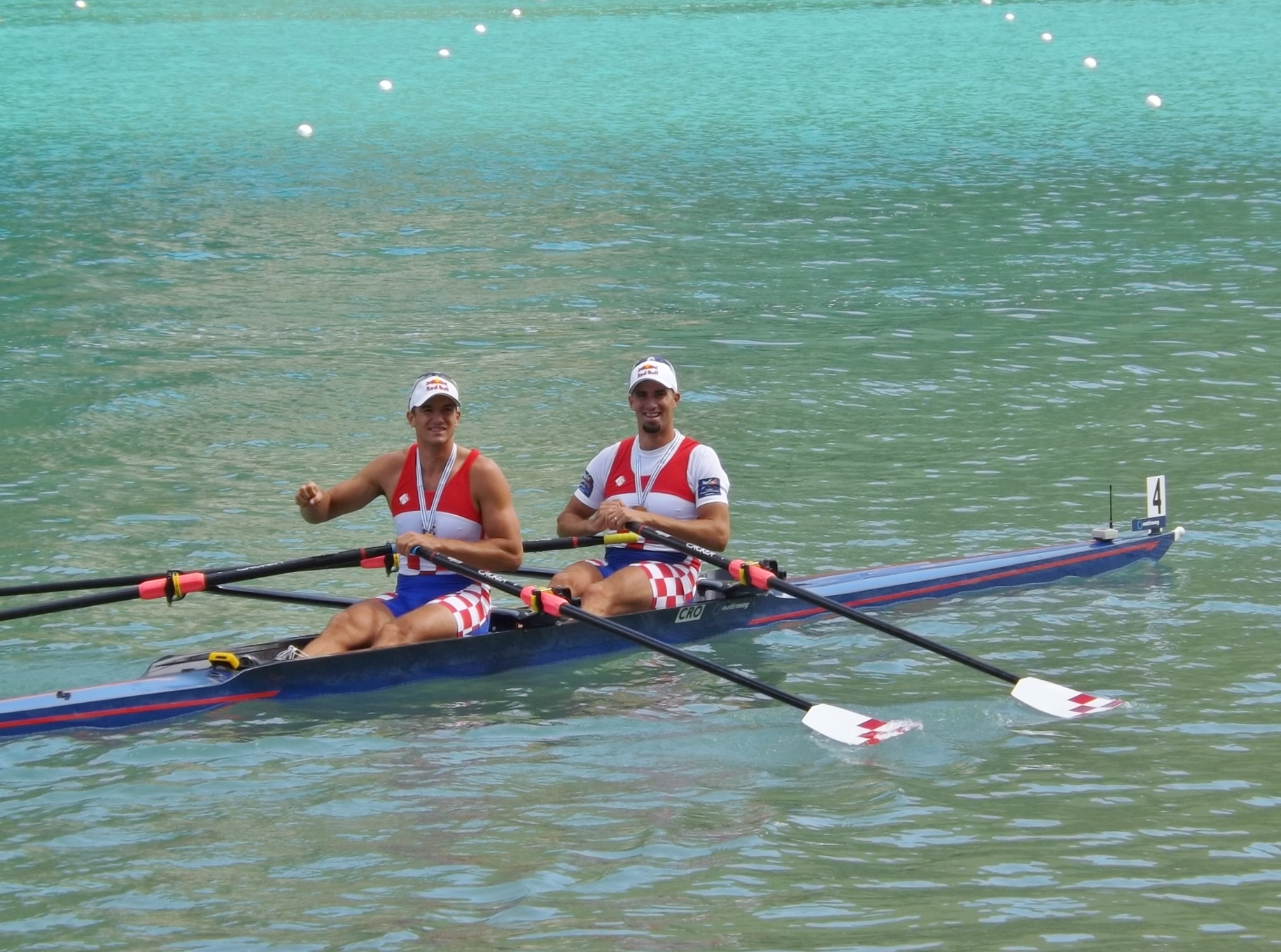
Zwycięzcy konkursu, Martin i Valent Sinkoviciowie w 2015 roku

Wioślarstwo na Letnich Igrzyskach Olimpijskich 2016 – dwójka podwójna mężczyzn – rywalizacja dwójek podwójnych mężczyzn (M2x) podczas Letnich Igrzysk Olimpijskich 2016 w Rio de Janeiro, która została przeprowadzona w dniach 6–11 sierpnia 2016 roku na torze wioślarskim położonym na lagunie Lagoa Rodrigo de Freitas. Podobnie jak podczas innych seniorskich zawodów wioślarskich, zawodnicy w każdym z wyścigów pokonywali odległość 2 kilometrów.
W konkursie wzięło udział 26 zawodników, reprezentujących 13 państw. Wszyscy zawodnicy występowali w dwójkach złożonych z reprezentantów jednego państwa. 9 osad reprezentowało państwa europejskie. Poza tym, w konkursie znalazła się też jedna osada azjatycka, jedna północnoamerykańska, jedna australijska i jedna pochodząca z Oceanii. Rozegrano osiem wyścigów: trzy wyścigi eliminacyjne, repesaż, dwa wyścigi półfinałowe, finał B oraz finał A. Zwycięstwo odnieśli faworyzowani reprezentanci Chorwacji, bracia Martin i Valent Sinkoviciowie. Drugie miejsce zajęli Litwini, Mindaugas Griškonis i Saulius Ritter, a na trzecim stopniu podium stanęli Norwedzy, Kjetil Borch i Olaf Tufte.

## Zasady kwalifikacji

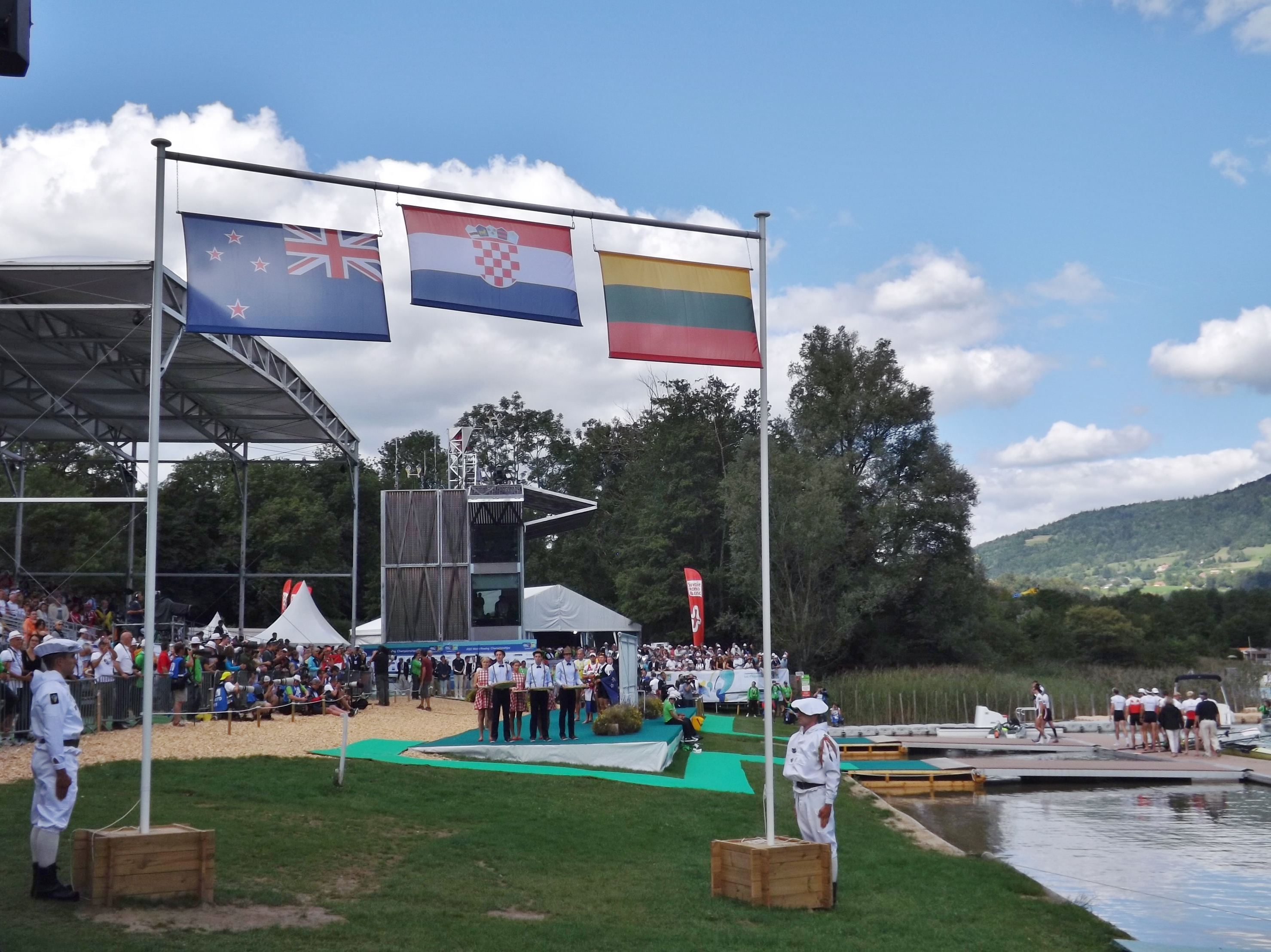
Ceremonia medalowa podczas Mistrzostw Świata w Wioślarstwie 2015, pierwszej imprezie kwalifikacyjnej do igrzysk olimpijskich

Do udziału w olimpijskim konkursie dwójek podwójnych mężczyzn uprawnionych mogło zostać 13 osad. Pierwszą okazją do zdobycia kwalifikacji olimpijskiej były mistrzostwa świata w wioślarstwie, które odbyły się w dniach 30 sierpnia – 15 września 2015 roku we francuskim Aiguebelette-le-Lac. Prawo udziału w igrzyskach olimpijskich otrzymywały osady, które zajęły miejsca od 1. do 11. W dniach 22–25 maja 2016 roku w Lucernie, w Szwajcarii, odbyły się finałowe regaty kwalifikacyjne, podczas których kolejne dwie osady wywalczyły prawo startu na igrzyskach.
Każdy z narodowych komitetów olimpijskich mógł wystawić do udziału w igrzyskach wyłącznie jedną osadę w danej konkurencji. Jeżeli zawodnicy reprezentujący dany narodowy komitet olimpijski zdobyli kwalifikację podczas mistrzostw świata w wioślarstwie, skład osady występującej na igrzyskach mógł być różny od tego, który zdobył kwalifikację. Jeśli kwalifikacja została natomiast zdobyta podczas finałowych regat kwalifikacyjnych, skład osady występującej na igrzyskach musiał być identyczny do tego, który zdobył kwalifikację.
| Zawody                                 | Etap    | Poz. | Narodowość      | Zawodnicy                          | Rezultat |
| -------------------------------------- | ------- | ---- | --------------- | ---------------------------------- | -------- |
| Mistrzostwa Świata w Wioślarstwie 2015 | Finał A | 1    | Chorwacja       | Martin Sinković Valent Sinković    | 6:03,330 |
| Mistrzostwa Świata w Wioślarstwie 2015 | Finał A | 2    | Litwa           | Rolandas Maščinskas Saulius Ritter | 6:05,310 |
| Mistrzostwa Świata w Wioślarstwie 2015 | Finał A | 3    | Nowa Zelandia   | Robert Manson Chris Harris         | 6:06,730 |
| Mistrzostwa Świata w Wioślarstwie 2015 | Finał A | 4    | Niemcy          | Marcel Hacker Stephan Krüger       | 6:07,080 |
| Mistrzostwa Świata w Wioślarstwie 2015 | Finał A | 5    | Australia       | James McRae Alexander Belonogoff   | 6:12,600 |
| Mistrzostwa Świata w Wioślarstwie 2015 | Finał A | 6    | Francja         | Hugo Boucheron Matthieu Androdias  | 6:13,400 |
| Mistrzostwa Świata w Wioślarstwie 2015 | Finał B | 1    | Azerbejdżan     | Aleksandyr Aleksandrow Boris Yotov | 6:10,260 |
| Mistrzostwa Świata w Wioślarstwie 2015 | Finał B | 2    | Wielka Brytania | John Collins Jonathan Walton       | 6:10,450 |
| Mistrzostwa Świata w Wioślarstwie 2015 | Finał B | 3    | Kuba            | Eduardo Rubio Adrián Oquendo       | 6:10,760 |
| Mistrzostwa Świata w Wioślarstwie 2015 | Finał B | 4    | Włochy          | Giacomo Gentili Romano Battisti    | 6:11,770 |
| Mistrzostwa Świata w Wioślarstwie 2015 | Finał B | 5    | Bułgaria        | Georgi Bożiłow Kristian Wasilew    | 6:11,840 |
| Finałowe regaty kwalifikacyjne         | Finał A | 1    | Norwegia        | Kjetil Borch Olaf Tufte            | 6:14,040 |
| Finałowe regaty kwalifikacyjne         | Finał A | 2    | Serbia          | Marko Marjanović Andrija Šljukić   | 6:16,130 |

### Zmiany w składach
Podczas igrzysk olimpijskich w takich samych składach jak podczas imprez kwalifikacyjnych wystąpiło 10 osad: chorwacka, nowozelandzka, niemiecka, francuska, azerska, brytyjska, kubańska, bułgarska, norweska i serbska. Z uwagi na kontuzję Rolandasa Maščinskasa do osady litewskiej włączono – obok Sauliusa Rittera – Mindaugasa Griškonisa. James McRae i Alexander Belonogoff, którzy wywalczyli kwalifikację olimpijską dla Australii zdecydowali się na rezygnację ze startu w tej konkurencji, by móc przygotowywać się do udziału w konkursie czwórek podwójnych. W ich miejsce powołano więc Christophera Morgana oraz Davida Wattsa. Miejsce Giacomo Gentiliego w osadzie włoskiej zajął natomiast Francesco Fossi.

## Format

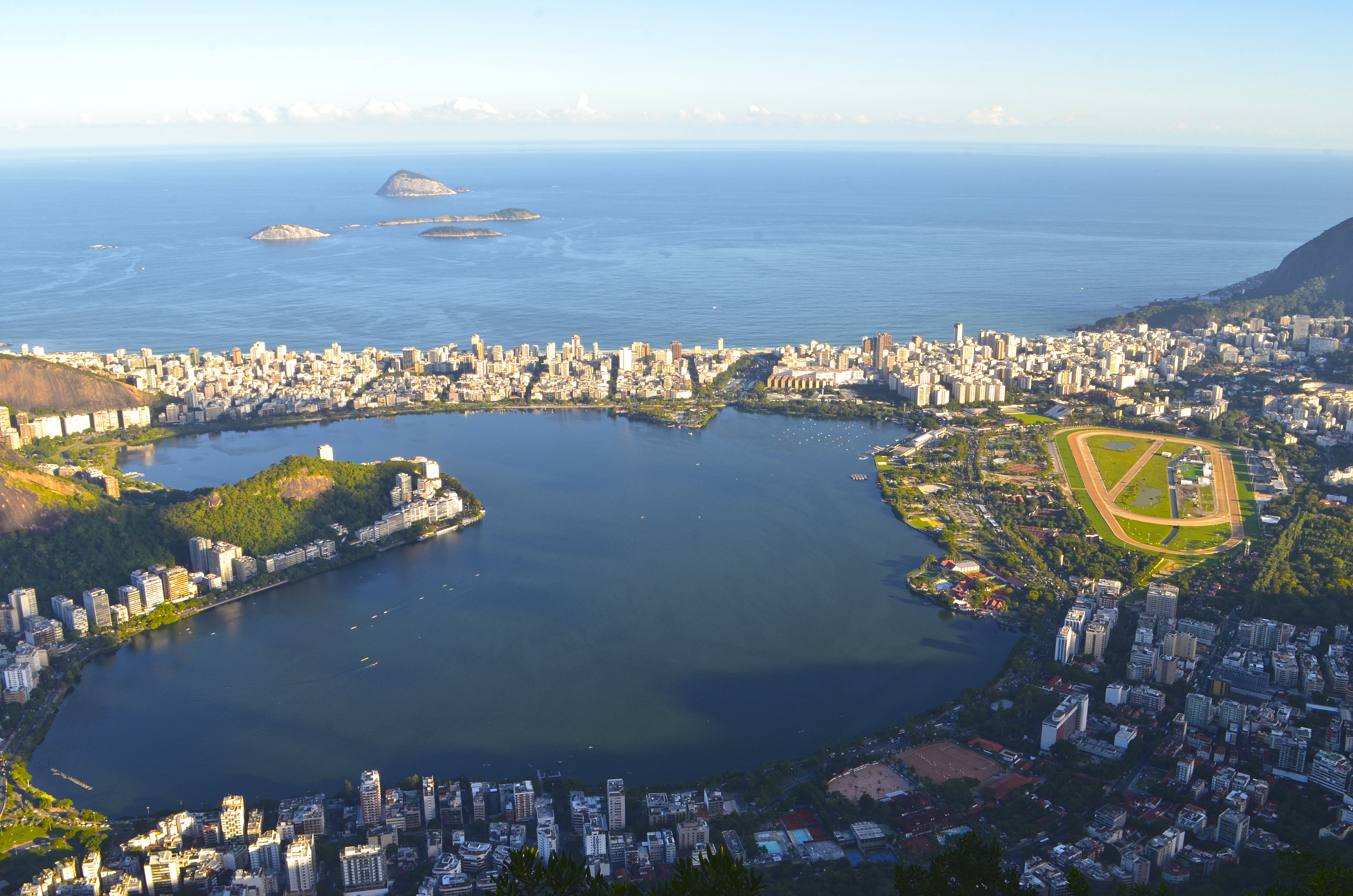
Lagoa Rodrigo de Freitas, lokalizacja na której rozgrywano zawody wioślarskie podczas igrzysk olimpijskich w Rio de Janeiro

Rywalizacja olimpijska została podzielona na cztery etapy. Pierwszym z nich były wyścigi eliminacyjne. W dwóch spośród trzech przeprowadzonych wyścigów wystartowały po cztery osady, w jednym wzięło udział pięć osad. Do półfinałów bezpośrednio zakwalifikowano osady, które uplasowały się na miejscach od 1. do 3. w swoich wyścigach eliminacyjnych. Pozostałe osady wzięły udział w wyścigu repesażowym, z którego trzy najszybsze osady awansowały do półfinału, zaś osada, która zajęła czwartą pozycję, odpadała z rywalizacji. W każdym z dwóch półfinałów udział wzięło po sześć osad, z których trzy awansowały do finału A, zaś pozostałe – do finału B. Osady uczestniczące w finale A zostały sklasyfikowane na miejscach od 1. do 6., zaś osady biorące udział w finale B uplasowały się na pozycjach od 7. do 12.

### Terminarz
Początkowo rywalizacja dwójek podwójnych mężczyzn miała odbyć się w dniach 6–11 sierpnia. Wyścigi eliminacyjne miały zostać rozegrane 6 sierpnia, repesaże – 7 sierpnia, półfinały – 9 sierpnia, a finały – 11 sierpnia. Z powodu złych warunków pogodowych nie odbyły się zawody zaplanowane na dni 7 sierpnia oraz 10 sierpnia, przez co plan zawodów uległ znacznej zmianie, a wyścigi repesażowe zostały przełożone na 8 sierpnia.
Wszystkie godziny podane są w czasie brazylijskim (UTC-03:00) oraz polskim (CEST).
| Data        | Godzina rozpoczęcia | Godzina rozpoczęcia |                        |
| Data        | UTC-03:00           | CEST                |                        |
| ----------- | ------------------- | ------------------- | ---------------------- |
| 6 sierpnia  | 11:50               | 16:50               | 1. wyścig eliminacyjny |
| 6 sierpnia  | 12:00               | 17:00               | 2. wyścig eliminacyjny |
| 6 sierpnia  | 12:10               | 17:10               | 3. wyścig eliminacyjny |
| 8 sierpnia  | 10:50               | 15:50               | repesaż                |
| 9 sierpnia  | 10:30               | 15:30               | 1. wyścig półfinałowy  |
| 9 sierpnia  | 10:40               | 15:40               | 2. wyścig półfinałowy  |
| 11 sierpnia | 11:24               | 16:24               | finał A                |
| 11 sierpnia | 13:00               | 18:00               | finał B                |

## Faworyci
Przed rozpoczęciem igrzysk w roli głównych faworytów do zdobycia złotego medalu specjalistyczne serwisy sportowe upatrywały osadę chorwacką. Martin i Valent Sinković zwyciężyli m.in. w mistrzostwach świata w 2015 roku, mistrzostwach Europy w 2016 roku, a także podczas dwóch spośród trzech zawodów Pucharu Świata rozgrywanych w 2016 roku, przed rozpoczęciem igrzysk olimpijskich. Na pozycjach medalowych przed rozpoczęciem igrzysk olimpijskich umieszczano także brązowych medalistów mistrzostw świata w 2015 roku – Nowozelandczyków Roberta Mansona i Chrisa Harrisa oraz wicemistrzów Europy z 2016 roku – Niemców Marcela Hackera i Stephana Krügera. W poniższej tabeli przedstawiono rezultaty najważniejszych regat wioślarskich rozgrywanych w latach 2012-2016 oraz zawodów Pucharu Świata bezpośrednio poprzedzających igrzyska olimpijskie w Rio de Janeiro. Pogrubioną czcionką oznaczono zawodników startujących w tej konkurencji podczas Igrzysk XXXI Olimpiady.
| Data                                 | Lokalizacja                       | 1. miejsce                         | Wynik                             | 2. miejsce                         | Wynik                             | 3. miejsce                         | Wynik                             | Źródło                            |
| mistrzostwa świata w wioślarstwie    | mistrzostwa świata w wioślarstwie | mistrzostwa świata w wioślarstwie  | mistrzostwa świata w wioślarstwie | mistrzostwa świata w wioślarstwie  | mistrzostwa świata w wioślarstwie | mistrzostwa świata w wioślarstwie  | mistrzostwa świata w wioślarstwie | mistrzostwa świata w wioślarstwie |
| ------------------------------------ | --------------------------------- | ---------------------------------- | --------------------------------- | ---------------------------------- | --------------------------------- | ---------------------------------- | --------------------------------- | --------------------------------- |
| 1 sierpnia 2013                      | Chungju                           | Nils Jakob Hoff Kjetil Borch       | 6:09,510                          | Rolandas Maščinskas Saulius Ritter | 6:10,870                          | Francesco Fossi Romano Battisti    | 6:12,540                          | [ 22 ]                            |
| 31 sierpnia 2014                     | Amsterdam                         | Martin Sinković Valent Sinković    | 6:00,520                          | Romano Battisti Francesco Fossi    | 6:04,420                          | James McRae Alexander Belogonoff   | 6:04,430                          | [ 23 ]                            |
| 6 września 2015                      | Aiguebelette-le-Lac               | Martin Sinković Valent Sinković    | 6:03,330                          | Rolandas Maščinskas Saulius Ritter | 6:05,310                          | Robert Manson Chris Harris         | 6:06,730                          | [ 2 ]                             |
| mistrzostwa Europy w wioślarstwie    |                                   |                                    |                                   |                                    |                                   |                                    |                                   |                                   |
| 2 czerwca 2013                       | Sewilla                           | Francesco Fossi Romano Battisti    | 6:37,050                          | Rolandas Maščinskas Saulius Ritter | 6:37,670                          | Nils Jakob Hoff Kjetil Borch       | 6:38,970                          | [ 24 ]                            |
| 1 czerwca 2014                       | Belgrad                           | Rolandas Maščinskas Saulius Ritter | 6:08,820                          | Aleksandyr Aleksandrow Boris Yotov | 6:09,360                          | Hans Gruhne Stephan Krüger         | 6:10,090                          | [ 25 ]                            |
| 31 maja 2015                         | Poznań                            | Marcel Hacker Stephan Krüger       | 6:09,320                          | Hugo Boucheron Matthieu Androdias  | 6:11,140                          | Serhij Hryń Iwan Futryk            | 6:15,800                          | [ 26 ]                            |
| 8 maja 2016                          | Brandenburg                       | Martin Sinković Valent Sinković    | 7:06,330                          | Marcel Hacker Stephan Krüger       | 7:14,220                          | Rolandas Maščinskas Saulius Ritter | 7:17,790                          | [ 18 ]                            |
| zawody pucharu świata w wioślarstwie |                                   |                                    |                                   |                                    |                                   |                                    |                                   |                                   |
| 17 kwietnia 2016                     | Varese                            | Martin Sinković Valent Sinković    | 6:33,100                          | Dawid Grabowski Dominik Czaja      | 6:35,730                          | Nico Stahlberg Roman Röösli        | 6:36,330                          | [ 19 ]                            |
| 29 maja 2016                         | Lucerna                           | Martin Sinković Valent Sinković    | 6:14,310                          | Robert Manson Chris Harris         | 6:16,250                          | Rolandas Maščinskas Saulius Ritter | 6:17,620                          | [ 20 ]                            |
| 16 czerwca 2016                      | Poznań                            | Robert Manson Chris Harris         | 6:08,340                          | Jonathan Walton John Collins       | 6:08,970                          | Hugo Boucheron Matthieu Androdias  | 6:09,150                          | [ 21 ]                            |

## Rekordy
| Nazwa             | Zawodnicy                       | Rezultat | Miejsce   | Data             |
| ----------------- | ------------------------------- | -------- | --------- | ---------------- |
| Rekord świata     | Valent Sinković Martin Sinković | 5:59,720 | Amsterdam | 29 sierpnia 2014 |
| Rekord olimpijski | Joseph Sullivan Nathan Cohen    | 6:11,300 | Londyn    | 28 lipca 2012    |

## Wyniki

### Wyścigi eliminacyjne

#### Wyścig 1
Pierwszy wyścig eliminacyjny odbył się 6 sierpnia o godzinie 11:50 czasu lokalnego i był 19. wyścigiem rozgrywanym tego dnia na torze wioślarskim. W wyścigu wzięło udział pięć osad: kubańska, azerska, nowozelandzka, brytyjska oraz włoska. Na pierwszych 500 metrach na czoło wysunęła się osada nowozelandzka, prowadząc przed Brytyjczykami i Włochami. Tempo Nowozelandczyków spadało jednak wraz z pokonywaniem kolejnych punktów pomiaru czasu, przez co w połowie dystansu zostali oni wyprzedzeni przez Azerów. Dzięki gwałtownemu przyspieszeniu na ostatnich 500 metrach udało im się jednak odzyskać utraconą pozycję lidera i w rezultacie wygrać cały wyścig. Na drugim miejscu linię mety minęli Azerowie, zaś na trzecim Włosi. Ostatnie 500 metrów najszybciej przepłynęli Brytyjczycy, lecz ze względu na słaby wynik osiągnięty w środkowej fazie wyścigu, zajęli w nim dopiero czwarte miejsce. Na końcu do mety dopłynęli Kubańczycy ze stratą przeszło 11 sekund do zwycięzców.
| Poz. | Tor | Zawodnicy                          | Państwo         | Rezultaty po przepłynięciu: | Rezultaty po przepłynięciu: | Rezultaty po przepłynięciu: | Rezultaty po przepłynięciu: | Rezultaty po przepłynięciu: | Rezultaty po przepłynięciu: | Rezultat końcowy | Kwal. |
| Poz. | Tor | Zawodnicy                          | Państwo         | 500m                        | 500m                        | 1000m                       | 1000m                       | 1500m                       | 1500m                       | Rezultat końcowy | Kwal. |
| ---- | --- | ---------------------------------- | --------------- | --------------------------- | --------------------------- | --------------------------- | --------------------------- | --------------------------- | --------------------------- | ---------------- | ----- |
| 1.   | 3   | Robert Manson Chris Harris         | Nowa Zelandia   | 1:31,62                     | 1.                          | 3:12,54                     | 2.                          | 4:57,85                     | 2.                          | 6:40,35          | Q     |
| 2.   | 2   | Aleksandyr Aleksandrow Boris Yotov | Azerbejdżan     | 1:32,69                     | 4.                          | 3:11,63                     | 1.                          | 4:51,71                     | 1.                          | 6:40,52          | Q     |
| 3.   | 5   | Francesco Fossi Romano Battisti    | Włochy          | 1:32,22                     | 3.                          | 3:15,26                     | 3.                          | 5:03,56                     | 3.                          | 6:42,33          | Q     |
| 4.   | 4   | Jonathan Walton John Collins       | Wielka Brytania | 1:32,09                     | 2.                          | 3:17,68                     | 4.                          | 5:05,41                     | 4.                          | 6:43,93          | R     |
| 5.   | 1   | Eduardo Rubio Adrián Oquendo       | Kuba            | 1:33,02                     | 5.                          | 3:17,86                     | 5.                          | 5:07,70                     | 5.                          | 6:52,20          | R     |

#### Wyścig 2
Drugi wyścig eliminacyjny odbył się 6 sierpnia o godzinie 12:00 czasu lokalnego i był 20. wyścigiem rozgrywanym w tym dniu na torze wioślarskim. Wystąpiły w nim cztery osady: bułgarska, litewska, niemiecka i norweska. Na pierwszych 500 metrach na prowadzenie wysunęła się osada litewska i prowadzenia tego nie oddała do końca wyścigu. Na drugim miejscu przez większość dystansu znajdowali się Niemcy, lecz na ostatnim odcinku zostali oni wyprzedzeni przez Norwegów, którzy ostatnie 500 metrów popłynęli najszybciej spośród wszystkich osad biorących udział w wyścigu. Na czwartym miejscu, ze stratą przeszło 14 sekund do zwycięzców, do mety przypłynęli Bułgarzy.
| Poz. | Tor | Zawodnicy                          | Państwo  | Rezultaty po przepłynięciu: | Rezultaty po przepłynięciu: | Rezultaty po przepłynięciu: | Rezultaty po przepłynięciu: | Rezultaty po przepłynięciu: | Rezultaty po przepłynięciu: | Rezultat końcowy | Kwal. |
| Poz. | Tor | Zawodnicy                          | Państwo  | 500m                        | 500m                        | 1000m                       | 1000m                       | 1500m                       | 1500m                       | Rezultat końcowy | Kwal. |
| ---- | --- | ---------------------------------- | -------- | --------------------------- | --------------------------- | --------------------------- | --------------------------- | --------------------------- | --------------------------- | ---------------- | ----- |
| 1.   | 2   | Mindaugas Griškonis Saulius Ritter | Litwa    | 1:29,86                     | 1.                          | 3:08,17                     | 1.                          | 4:49,74                     | 1.                          | 6:29,11          | Q     |
| 2.   | 4   | Kjetil Borch Olaf Tufte            | Norwegia | 1:31,04                     | 3.                          | 3:10,23                     | 3.                          | 4:53,47                     | 3.                          | 6:30,58          | Q     |
| 3.   | 3   | Marcel Hacker Stephan Krüger       | Niemcy   | 1:30,65                     | 2.                          | 3:09,56                     | 2.                          | 4:52,90                     | 2.                          | 6:31,85          | Q     |
| 4.   | 1   | Georgi Bożiłow Kristian Wasilew    | Bułgaria | 1:32,21                     | 4.                          | 3:12,45                     | 4.                          | 4:58,86                     | 4.                          | 6:44,31          | R     |

#### Wyścig 3
Trzeci wyścig eliminacyjny odbył się 6 sierpnia o godzinie 12:10 czasu lokalnego i był 21. wyścigiem rozgrywanym w tym dniu na torze wioślarskim. Wystąpiły w nim cztery osady: chorwacka, australijska, serbska i francuska. Na pierwszych 500 metrach na prowadzenie wysunęli się reprezentanci Chorwacji i prowadzenia tego nie oddali do końca wyścigu. W pierwszej połowie dystansu na drugim miejscu utrzymywali się Australijczycy, lecz później zostali wyprzedzeni przez Francuzów, którzy drugi kilometr pokonali najszybciej ze wszystkich osad uczestniczących w wyścigu. Na czwartym miejscu do mety dotarli Serbowie ze stratą przeszło 37 sekund do zwycięzców.
| Poz. | Tor | Zawodnicy                         | Państwo   | Rezultaty po przepłynięciu: | Rezultaty po przepłynięciu: | Rezultaty po przepłynięciu: | Rezultaty po przepłynięciu: | Rezultaty po przepłynięciu: | Rezultaty po przepłynięciu: | Rezultat końcowy | Kwal. |
| Poz. | Tor | Zawodnicy                         | Państwo   | 500m                        | 500m                        | 1000m                       | 1000m                       | 1500m                       | 1500m                       | Rezultat końcowy | Kwal. |
| ---- | --- | --------------------------------- | --------- | --------------------------- | --------------------------- | --------------------------- | --------------------------- | --------------------------- | --------------------------- | ---------------- | ----- |
| 1.   | 1   | Martin Sinković Valent Sinković   | Chorwacja | 1:29,69                     | 1.                          | 3:08,56                     | 1.                          | 4:52,65                     | 1.                          | 6:30,09          | Q     |
| 2.   | 4   | Hugo Boucheron Matthieu Androdias | Francja   | 1:33,67                     | 3.                          | 3:16,32                     | 3.                          | 4:57,95                     | 2.                          | 6:33,03          | Q     |
| 3.   | 2   | David Watts Christopher Morgan    | Australia | 1:32,66                     | 2.                          | 3:14,65                     | 2.                          | 4:59,41                     | 3.                          | 6:36,39          | Q     |
| 4.   | 3   | Marko Marjanović Andrija Šljukić  | Serbia    | 1:34,55                     | 4.                          | 3:19,32                     | 4.                          | 5:11,30                     | 4.                          | 7:07,29          | R     |

### Repesaż
Wyścig repesażowy odbył się 8 sierpnia o godzinie 10:50 czasu lokalnego i był 15. wyścigiem rozegranym w tym dniu na torze wioślarskim. Wystąpiły w nim cztery osady: kubańska, bułgarska, serbska i brytyjska. Na pierwszych 500 metrach sekundową przewagę nad pozostałymi osadami zdobyli reprezentanci Serbii. Na drugiej pozycji znajdowali się wówczas Brytyjczycy, zaś na trzeciej – Kubańczycy. Sytuacja ta nie ulegała zmianie przez większość dystansu. Na ostatnich 500 metrach Serbowie spadli jednak na trzecie miejsce ze względu na gwałtowne przyspieszenie osad z Bułgarii i Wielkiej Brytanii. Bułgarzy przesunęli się z czwartego miejsca na drugie, zaś Brytyjczycy – z miejsca drugiego na pierwsze. Na czwarte miejsce spadli Kubańczycy, którzy finiszowali ze stratą niespełna 2 sekund do zwycięzców.
| Poz. | Tor | Zawodnicy                        | Państwo         | Rezultaty po przepłynięciu: | Rezultaty po przepłynięciu: | Rezultaty po przepłynięciu: | Rezultaty po przepłynięciu: | Rezultaty po przepłynięciu: | Rezultaty po przepłynięciu: | Rezultat końcowy | Kwal. |
| Poz. | Tor | Zawodnicy                        | Państwo         | 500m                        | 500m                        | 1000m                       | 1000m                       | 1500m                       | 1500m                       | Rezultat końcowy | Kwal. |
| ---- | --- | -------------------------------- | --------------- | --------------------------- | --------------------------- | --------------------------- | --------------------------- | --------------------------- | --------------------------- | ---------------- | ----- |
| 1.   | 4   | Jonathan Walton John Collins     | Wielka Brytania | 1:31,15                     | 2.                          | 3:05,07                     | 2.                          | 4:43,08                     | 2.                          | 6:19,60          | Q     |
| 2.   | 2   | Georgi Bożiłow Kristian Wasilew  | Bułgaria        | 1:33,04                     | 4.                          | 3:08,35                     | 4.                          | 4:46,93                     | 4.                          | 6:20,56          | Q     |
| 3.   | 3   | Marko Marjanović Andrija Šljukić | Serbia          | 1:30,01                     | 1.                          | 3:04,00                     | 1.                          | 4:42,56                     | 1.                          | 6:20,62          | Q     |
| 4.   | 1   | Eduardo Rubio Adrian Oquendo     | Kuba            | 1:32,21                     | 3.                          | 3:07,18                     | 3.                          | 4:46,23                     | 3.                          | 6:21,52          |       |

### Wyścigi półfinałowe

#### Wyścig 1
Pierwszy wyścig półfinałowy odbył się 9 sierpnia o godzinie 10:30 czasu lokalnego i był 13. wyścigiem rozegranym w tym dniu na torze wioślarskim. Wystąpiło w nim sześć osad: brytyjska, norweska, nowozelandzka, chorwacka, australijska i bułgarska. Na pierwszych 500 metrach na prowadzenie wysunęli się reprezentanci Chorwacji i prowadzenia tego nie oddali już do końca wyścigu. Na pierwszym punkcie pomiaru czasu na drugiej pozycji plasowali się Norwegowie, zaś na trzeciej – Brytyjczycy. Sytuacja ta nie zmieniła się również po pokonaniu połowy dystansu. Na 500 metrów przed metą Brytyjczycy wyprzedzili jednak Norwegów, by ostatecznie ponownie spaść na trzecią pozycję. Na czwartym miejscu finiszowali reprezentanci Nowej Zelandii, na piątym – Australijczycy, zaś na szóstym – Bułgarzy wolniejsi o przeszło 34 sekundy od zwycięzców.
| Poz. | Tor | Zawodnicy                       | Państwo         | Rezultaty po przepłynięciu: | Rezultaty po przepłynięciu: | Rezultaty po przepłynięciu: | Rezultaty po przepłynięciu: | Rezultaty po przepłynięciu: | Rezultaty po przepłynięciu: | Rezultat końcowy | Kwal. |
| Poz. | Tor | Zawodnicy                       | Państwo         | 500m                        | 500m                        | 1000m                       | 1000m                       | 1500m                       | 1500m                       | Rezultat końcowy | Kwal. |
| ---- | --- | ------------------------------- | --------------- | --------------------------- | --------------------------- | --------------------------- | --------------------------- | --------------------------- | --------------------------- | ---------------- | ----- |
| 1.   | 4   | Martin Sinković Valent Sinković | Chorwacja       | 1:30,01                     | 1.                          | 3:04,95                     | 1.                          | 4:40,10                     | 1.                          | 6:12,27          | FA    |
| 2.   | 2   | Kjetil Borch Olaf Tufte         | Norwegia        | 1:31,60                     | 2.                          | 3:06,14                     | 2.                          | 4:40,88                     | 3.                          | 6:13,50          | FA    |
| 3.   | 1   | Jonathan Walton John Collins    | Wielka Brytania | 1:31,98                     | 3.                          | 3:06,95                     | 3.                          | 4:40,59                     | 2.                          | 6:13,83          | FA    |
| 4.   | 3   | Robert Manson Chris Harris      | Nowa Zelandia   | 1:32,51                     | 4.                          | 3:07,10                     | 4.                          | 4:41,88                     | 4.                          | 6:17,01          | FB    |
| 5.   | 5   | David Watts Christopher Morgan  | Australia       | 1:32,66                     | 5.                          | 3:07,69                     | 5.                          | 4:43,43                     | 5.                          | 6:19,36          | FB    |
| 6.   | 6   | Georgi Bożiłow Kristian Wasilew | Bułgaria        | 1:32,88                     | 6.                          | 3:10,22                     | 6.                          | 4:49,08                     | 6.                          | 6:47,00          | FB    |

#### Wyścig 2
Drugi wyścig półfinałowy odbył się 9 sierpnia o godzinie 10:40 czasu lokalnego i był 14. wyścigiem rozgrywanym w tym dniu na torze wioślarskim. Wystąpiło w nim sześć osad: włoska, azerska, litewska, francuska, niemiecka i serbska. Na pierwszych 500 metrach znaczną przewagę nad konkurentami wypracowali sobie reprezentanci Litwy i zdobytego wówczas prowadzenia nie oddali aż do końca wyścigu. Na pierwszym pomiarze czasu na drugiej pozycji plasowali się Francuzi, zaś na trzecim – Niemcy. Reprezentanci Niemiec zostali niebawem wyprzedzeni przez Włochów, płynących dotąd na piątym miejscu, a następnie sami na krótko wyprzedzili Francuzów. Ostatecznie linię mety jako drudzy – za Litwinami – przekroczyli Włosi, a jako trzeci – Francuzi. Reprezentanci Niemiec finiszowali na czwartym miejscu, a nieliczące się w rywalizacji o miejsca w finale A osady Serbii i Azerbejdżanu dotarli do mety odpowiednio na miejscu piątym i szóstym.
| Poz. | Tor | Zawodnicy                          | Państwo     | Rezultaty po przepłynięciu: | Rezultaty po przepłynięciu: | Rezultaty po przepłynięciu: | Rezultaty po przepłynięciu: | Rezultaty po przepłynięciu: | Rezultaty po przepłynięciu: | Rezultat końcowy | Kwal. |
| Poz. | Tor | Zawodnicy                          | Państwo     | 500m                        | 500m                        | 1000m                       | 1000m                       | 1500m                       | 1500m                       | Rezultat końcowy | Kwal. |
| ---- | --- | ---------------------------------- | ----------- | --------------------------- | --------------------------- | --------------------------- | --------------------------- | --------------------------- | --------------------------- | ---------------- | ----- |
| 1.   | 3   | Mindaugas Griškonis Saulius Ritter | Litwa       | 1:28,64                     | 1.                          | 3:02,74                     | 1.                          | 4:38,48                     | 1.                          | 6:14,31          | FA    |
| 2.   | 1   | Francesco Fossi Romano Battisti    | Włochy      | 1:31,80                     | 5.                          | 3:06,16                     | 3.                          | 4:41,51                     | 2.                          | 6:15,24          | FA    |
| 3.   | 4   | Hugo Boucheron Matthieu Androdias  | Francja     | 1:29,03                     | 2.                          | 3:05,11                     | 2.                          | 4:43,31                     | 4.                          | 6:16,15          | FA    |
| 4.   | 5   | Marcel Hacker Stephan Krüger       | Niemcy      | 1:30,68                     | 3.                          | 3:06,38                     | 4.                          | 4:42,34                     | 3.                          | 6:18,32          | FB    |
| 5.   | 6   | Marko Marjanović Andrija Šljukić   | Serbia      | 1:31,45                     | 4.                          | 3:08,01                     | 5.                          | 4:48,67                     | 5.                          | 6:27,66          | FB    |
| 6.   | 2   | Aleksandyr Aleksandrow Boris Yotov | Azerbejdżan | 1:33,25                     | 6.                          | 3:12,83                     | 6.                          | 4:54,99                     | 6.                          | 6:37,49          | FB    |

### Finały

#### Finał B
Finał B odbył się 11 sierpnia o godzinie 13:00 czasu lokalnego i był 20. wyścigiem rozgrywanym tego dnia na torze wioślarskim. Wystąpiło w nim sześć osad: azerska, serbska, niemiecka, nowozelandzka, australijska i bułgarska. Na pierwszych 500 metrach na prowadzenie wysunęli się reprezentanci Nowej Zelandii. Na drugim miejscu płynęli Niemcy, zaś na trzecim – Australijczycy. W połowie dystansu Australijczycy zaczęli jednak wyprzedzać Niemców, przesuwając się na drugą pozycję. Po przepłynięciu drugiego punktu pomiaru czasu słabnąć zaczęło tempo Nowozelandczyków, przez co na 500 metrów przed metą zostali oni wyprzedzeni przez Australijczyków i Niemców, a później także i przez Bułgarów i Serbów. Na metę pierwsi dotarli Australijczycy. Na drugim miejscu finiszowali Niemcy, zaś stawkę zamknęli Azerowie ze stratą ok. 26 sekund do zwycięzców.
| Poz. | Tor | Zawodnicy                          | Państwo       | Rezultaty po przepłynięciu: | Rezultaty po przepłynięciu: | Rezultaty po przepłynięciu: | Rezultaty po przepłynięciu: | Rezultaty po przepłynięciu: | Rezultaty po przepłynięciu: | Rezultat końcowy |
| Poz. | Tor | Zawodnicy                          | Państwo       | 500m                        | 500m                        | 1000m                       | 1000m                       | 1500m                       | 1500m                       | Rezultat końcowy |
| ---- | --- | ---------------------------------- | ------------- | --------------------------- | --------------------------- | --------------------------- | --------------------------- | --------------------------- | --------------------------- | ---------------- |
| 1.   | 5   | David Watts Christopher Morgan     | Australia     | 1:40,69                     | 3.                          | 3:28,08                     | 2.                          | 5:16,20                     | 1.                          | 6:58,11          |
| 2.   | 3   | Marcel Hacker Stephan Krüger       | Niemcy        | 1:40,51                     | 2.                          | 3:28,57                     | 3.                          | 5:17,16                     | 2.                          | 6:58,86          |
| 3.   | 6   | Kristian Wasilew Georgi Bożiłow    | Bułgaria      | 1:42,01                     | 4.                          | 3:30,57                     | 5.                          | 5,19:54                     | 4.                          | 7:00,85          |
| 4.   | 2   | Marko Marjanović Andrija Šljukić   | Serbia        | 1:42:17                     | 6.                          | 3:30,16                     | 4.                          | 5:19,85                     | 5.                          | 7:03,13          |
| 5.   | 4   | Robert Manson Chris Harris         | Nowa Zelandia | 1:38,67                     | 1.                          | 3:26,35                     | 1.                          | 5:17,54                     | 3.                          | 7:06,80          |
| 6.   | 1   | Aleksandyr Aleksandrow Boris Yotov | Azerbejdżan   | 1:42,02                     | 5.                          | 3:32,78                     | 6.                          | 5:23,66                     | 6.                          | 7:24,03          |

### Finał A
Finał A odbył się 11 sierpnia o godzinie 11:24 czasu lokalnego i był 15. wyścigiem rozegranym tego dnia na torze wioślarskim. Wystąpiło w nim sześć osad: brytyjska, norweska, chorwacka, litewska, włoska i francuska. Na pierwszych 500 metrach na prowadzenie wysunęli się Chorwaci, wspólnie z Litwinami zyskując kilkusekundową przewagę nad konkurentami. Na pierwszym punkcie pomiaru czasu na trzecim miejscu plasowali się Francuzi, zaś stawkę zamykali Brytyjczycy. Przed dotarciem do połowy dystansu Francuzi zaczęli jednak słabnąć, przez co zostali wyprzedzeni przez osady norweską i włoską. Tymczasem z przodu stawki Litwini dogonili Chorwatów i zaczęli nieznacznie ich wyprzedzać. Na ostatnich 500 metrach Martin i Valent Sinkoviciowie przyspieszyli, przez co ponownie znaleźli się na pozycji liderów i ostatecznie wygrali wyścig, z przewagą 1,11 sekundy nad dwójką litewską. Na trzecim miejscu finiszowali Norwegowie, zaś na ostatnim (ze stratą 11,78 sekund do zwycięzców) Francuzi, wyprzedzeni na krótko przed metą przez Brytyjczyków.
| Poz.   | Tor | Zawodnicy                          | Państwo         | Rezultaty po przepłynięciu: | Rezultaty po przepłynięciu: | Rezultaty po przepłynięciu: | Rezultaty po przepłynięciu: | Rezultaty po przepłynięciu: | Rezultaty po przepłynięciu: | Rezultat końcowy |
| Poz.   | Tor | Zawodnicy                          | Państwo         | 500m                        | 500m                        | 1000m                       | 1000m                       | 1500m                       | 1500m                       | Rezultat końcowy |
| ------ | --- | ---------------------------------- | --------------- | --------------------------- | --------------------------- | --------------------------- | --------------------------- | --------------------------- | --------------------------- | ---------------- |
| złoto  | 3   | Martin Sinković Valent Sinković    | Chorwacja       | 1:40,86                     | 1.                          | 3:24,87                     | 1.                          | 5:10,44                     | 2.                          | 6:50,28          |
| srebro | 4   | Mindaugas Griškonis Saulius Ritter | Litwa           | 1:41,73                     | 2.                          | 3:25,10                     | 2.                          | 5:09,78                     | 1.                          | 6:51,39          |
| brąz   | 2   | Kjetil Borch Olaf Tufte            | Norwegia        | 1:45,94                     | 4.                          | 3:29,97                     | 3.                          | 5:13,92                     | 3.                          | 6:53,25          |
| 4.     | 5   | Francesco Fossi Romano Battisti    | Włochy          | 1:46,13                     | 5.                          | 3:31,03                     | 4.                          | 5:16,08                     | 4.                          | 6:57,10          |
| 5.     | 1   | Jonathan Walton John Collins       | Wielka Brytania | 1:47,78                     | 6.                          | 3:34,24                     | 6.                          | 5:19,62                     | 6.                          | 7:01,25          |
| 6.     | 6   | Hugo Boucheron Matthieu Androdias  | Francja         | 1:45,62                     | 3.                          | 3:31,88                     | 5.                          | 5:18,05                     | 5.                          | 7:02,06          |

## Znaczenie
Złoty medal zdobyty przez braci Sinkoviciów był pierwszym złotym medalem olimpijskim zdobytym w wioślarstwie przez reprezentantów Chorwacji, a także czwartym w historii złotym medalem zdobytym w konkursie dwójek podwójnych przez rodzeństwo – po tryumfie braci Franka i Alfa Hansenów w 1976 roku oraz sióstr Georginy i Caroline Evers-Swindell w 2004 i 2008 roku. Był to także drugi złoty medal chorwackiej reprezentacji na igrzyskach olimpijskich w Rio de Janeiro. Pierwszy zdobył 8 sierpnia strzelec sportowy Josip Glasnović w konkursie trapu. Po zakończeniu wyścigu Martin Sinković skomentował osiągnięcie swoje i brata:

Zrobiliśmy wszystko, co można zrobić w wioślarstwie. Daliśmy z siebie wszystko i teraz będziemy świętować. Ciężko opisać to, co teraz czuję.

Srebrny medal Sauliusa Rittera i Mindaugasa Griškonisa był drugim medalem zdobytym przez Litwinów podczas igrzysk w Rio de Janeiro. Pierwszy – brązowy – zdobyły 20 minut wcześniej Donata Vištartaitė i Milda Valčiukaitė w wioślarskiej konkurencji dwójek podwójnych kobiet. W sumie Litwini zdobyli podczas tych igrzysk cztery medale, z których tylko jeden – właśnie ten wywalczony przez Rittera i Griškonisa – był wykonany z kruszcu innego niż brąz. Był to także pierwszy inny niż brązowy medal wywalczony przez litewskich wioślarzy w historii startów tej reprezentacji w igrzyskach olimpijskich. Do osiągnięcia tego nawiązał po zakończeniu wyścigu Saulius Ritter:

Minął długi czas od Sydney gdzie wywalczyliśmy brązowy medal. Osiągnięcie wyniku lepszego niż tamten jest rzeczą niezmiernie satysfakcjonującą. Reprezentowanie kraju było dla mnie spełnieniem marzeń. Dla nas było to po prostu zaszczytem.

Brązowy medal Kjetila Borcha i Olafa Tufte był pierwszym medalem reprezentacji Norwegii podczas igrzysk olimpijskich w Rio de Janeiro i jednym z czterech medali, które Norwegowie zdobyli przed końcem imprezy. Wszystkie pozostałe również były brązowe. Dla Olafa Tufte był to już czwarty medal olimpijski w karierze. Podczas igrzysk w Sydney zdobył on srebro w tej samej konkurencji wspólnie z Fredrikiem Bekkenem. W Atenach w 2004 roku i w Pekinie w 2008 roku zwyciężał natomiast w konkursach jedynek. Po ukończeniu regat w Rio de Janeiro wioślarz nie był jednak w pełni zadowolony z osiągniętego rezultatu i w ten sposób skomentował swój kolejny sukces:

W tej chwili jestem zawiedziony, ponieważ myślałem, że możemy popłynąć lepiej. Jesteśmy jednak na podium i naprawdę nie można na to narzekać. Nie chcę wyjść na osobę, która nie potrafi przegrywać, ale jestem rozczarowany, że nie daliśmy z siebie tyle, ile myślałem, że jesteśmy w stanie dać.